# Heinrich Aschenbrandt
Heinrich Aschenbrandt (* 30. Juni 1884 in Würzburg; † 23. März 1953 in Berlin) war ein deutscher Generalmajor im Zweiten Weltkrieg.

## Leben

### Familie
Aschenbrandt war der Sohn eines praktischen Arztes. Er heiratete 1919 Ellen Müller.

### Militärkarriere
Nach dem Besuch eines Humanistischen Gymnasiums trat Aschenbrandt am 18. Juli 1902 als Zweijährig-Freiwilliger und Fahnenjunker in das 2. Feldartillerie-Regiment „Horn“ der Bayerischen Armee in seiner Heimatstadt ein. Dort wurde er am 28. Oktober 1904 nach dem Besuch der Kriegsschule zum Leutnant befördert. Aschenbrandt absolvierte dann vom 1. Oktober 1906 bis 12. August 1907 die Artillerie- und Ingenieur-Schule sowie ab Oktober 1911 für drei Jahre die Kriegsakademie.
Als Oberleutnant wurde Aschenbrandt mit Ausbruch des Ersten Weltkriegs zum Regimentsadjutanten des Reserve-Feldartillerie-Regiments 5 ernannt. Der Stab und die II. Abteilung dieses Regiments war gemäß Mobilmachungsplan durch sein Stammregiment gebildet worden. Im Verbund mit der 5. Reserve-Division nahm Aschenbrandt mit seinem Regiment an den Grenzgefechten in Lothringen teil. Während der Schlacht in Lothringen wurde er am 20. August 1914 verwundet und kam ins Lazarett. Nach seiner Gesundung Ende Dezember 1914 zunächst zum Generalkommando des stellvertretenden II. Armee-Korps kommandiert, wurde Aschenbrandt Mitte Januar 1915 zum Adjutant der Inspektion der Feldartillerie-Ersatz-Abteilungen des II. Armee-Korps ernannt. Zum 1. April 1915 folgte seine Versetzung als Zweiter Adjutant zur neu aufgestellten 11. Infanterie-Division. Mit ihr macht er die Kämpfe an der Ostfront mit, wurde am 9. August 1915 zum Hauptmann befördert und im Februar 1916 mit dem Großverband an die Westfront verlegt. Dort kam er u. a. in der Schlacht um Verdun zum Einsatz. Ende Mai wieder in den Osten verlegt, nahm Aschenbrandt ab Mitte Oktober am Feldzug gegen Rumänien teil. Nach Beendigung der Kämpfe kehrte er an die Westfront zurück, kam hier in der Doppelschlacht an der Aisne und in der Champagne zum Einsatz und lag anschließend in Stellungskämpfen am Chemin des Dames. Am 10. Juli 1917 wurde Aschenbrandt zum Stab der 1. Landsturm-Infanterie-Brigade versetzt. Im September 1917 dem Stab der neugebildeten 48. Landwehr-Division zugeteilt, wurde Aschenbrandt am 11. Januar 1918 zum Stab der 6. Infanterie-Division versetzt. Hier macht er im März 1918 die Große Schlacht in Frankreich mit, bevor man ihn Ende Juli 1918 zum 19. Armee versetzte. Für seine Leistungen hatte man Aschenbrandt mit beiden Klassen des Eisernen Kreuzes, dem Militärverdienstorden IV. Klasse mit Schwertern sowie dem Verwundetenabzeichen in Schwarz ausgezeichnet.
Nach dem Waffenstillstand von Compiègne kehrte Aschenbrandt in die Heimat zurück, wurde beim 2. Feldartillerie-Regiment „Horn“ demobilisiert und fungierte anschließend als Führer einer Freiwilligen-Batterie. Mit der Bildung der Vorläufigen Reichswehr wurde er Adjutant des Reichswehr-Artillerie-Führers 23. Ende des Jahres zum Reichswehrministerium kommandiert, war Aschenbrandt ab Mitte Mai 1920 als Hilfsoffizier beim Wehrkreiskommando VII tätig. Es folgte vom 26. September 1920 bis 31. Oktober 1921 seine Kommandierung zum Stab des Truppenübungsplatzes Grafenwöhr und die anschließende Versetzung in das 7. (Bayerisches) Artillerie-Regiment. Hier diente Aschenbrandt die kommenden Jahre in verschiedenen Funktionen, zuletzt als Major im Regimentsstab. Daran schlossen sich jeweils einjährige Verwendungen bei den Stäben der Kommandanturen der Emsbefestigungen und von Borkum an. Am 1. Oktober 1928 erneut zum Stab des 7. (Bayerisches) Artillerie-Regiments versetzt, war Achenbrandt ab 1. Oktober 1929 beim Stab des Artillerieführers VII. Zwischenzeitlich zum Oberstleutnant befördert, wurde er am 1. April 1931 zum Kommandanten von Ingolstadt ernannt. Als Oberst schied Aschenbrandt am 30. September 1935 aus dem aktiven Dienst.
Er wurde direkt im Anschluss als E-Offizier angestellt und war beim Oberkommando des Heeres als Referent in der 7. Abteilung des Generalstabes des Heeres tätig. Während des Zweiten Weltkriegs am 1. April 1941 reaktiviert, erhielt Aschenbrandt Anfang Juli 1941 seine Einweisung als Feldkommandant, wurde am 17. Juli 1941 zum Kommandeur der Feldkommandantur 238 ernannt sowie am 1. Dezember 1941 zum Generalmajor befördert. Von seinem Posten wurde er mit der Versetzung in die Führerreserve am 15. August 1944 entbunden und zum 31. Dezember 1944 aus dem Militärdienst verabschiedet.